# Maria Korchinska
Maria Korchinska   (Moscou, 17 de febrer de 1895 (Julià) - Londres, 17 d'abril de 1979) va ser una distingida arpista russa del segle XX i una de les principals arpistes del segle XX a la Gran Bretanya.

## Joventut i estudis
Korchinska va ingressar al Conservatori de Moscou per estudiar tant piano com arpa el 1903, però per consell del seu pare va decidir concentrar-se en l'arpa a partir del 1907. El seu pare creia que Rússia estava entrant en un moment de grans canvis i que donat el nombre relativament elevat de pianistes a Rússia seria més fàcil per a la seva filla trobar feina com a arpista que com a pianista. El 1911 va guanyar la primera medalla d'or atorgada a un arpista pel Conservatori de Moscou.

## Carrera
El 1919 es va convertir en la professora d'arpa al Conservatori i en l'arpista principal de l'Orquestra Bolxoi. Korchinska va ser membre fundador dels "Persimfans", la famosa "Orquestra sense director". Va ser un dels molts músics que van tocar al funeral de Vladimir Lenin.
A Gran Bretanya, Korchinska va fundar la UK Harp Association i va tenir una reeixida carrera com a solista i com a intèrpret. Va ser la primera arpista que va tocar al "Glyndebourne Festival Opera", va ser membre fundadora del Wigmore Ensemble i va ser la primera jutgessa britànica al concurs d'arpa israelià. El seu fill Alexander va néixer a Anglaterra el juliol de 1926. La Sonata fantàstica per a arpa de Bax li va ser dedicada i va fer la primera representació el 1927. El seu retrat el va fer Norman Parkinson el 1953 i ara forma part de la col·lecció de la "National Portrait Gallery".

Va actuar a les estrenes de diverses obres de Benjamin Britten, inclòs el Festival of Carols. Durant la Segona Guerra Mundial va viatjar sense parar per tot el país per actuar. En la seva entrevista a la BBC de 1969 "Studio Portrait", va dir:
| « | <Vaig tocar... sota terra a les coves properes a Lewes, on un piano no podia sobreviure a la humitat. Vaig tocar a catedrals i clubs i YMCA i diverses vegades en camps i aeròdroms secrets, sense tenir la més petita idea d'on era. la vida es va passar a l'apagada intentant trobar el meu camí. Vaig tenir la sort de no haver perdut mai cap compromís malgrat totes les dificultats per transportar l'arpa. Diverses vegades em van abandonar, però vaig arribar amb el meu instrument en l'últim moment, molt calent i espantat a causa del bombardeig, però capaç d'actuar>. | » |

Korchinska també va fundar la Setmana de l'Arpa als Països Baixos (ara coneguda com el Congrés Mundial de l'Arpa) al costat de Phia Berghout. Va practicar tres hores cada dia fins a la seva mort el 1979. Les peces preferides van incloure A Ceremony of Carols de Britten i Danse Sacrée de Debussy. Va ensenyar a Karen Vaughan, actualment cap d'arpa a la Royal Academy of Music de Londres.

## Vida personal
El 1922 Korchinska es va casar amb el comte Constantine Benckendorff (fill del comte Alexander Konstantinovich Benckendorff). La seva filla Nathalie va néixer a Moscou el setembre de 1923 i el 1946 es va casar amb l'historiador d'art britànic Humphrey Brooke.
Durant la guerra civil russa havia vist la confiscació de la propietat del seu marit i les condicions eren extremadament difícils. Korchinska va haver de portar el cos del seu pare al seu funeral. El 1924 la família va decidir deixar Rússia cap a Gran Bretanya, emportant-se dues arpes Lyon i Healy. Una d'aquestes s'havia comprat a canvi d'una bossa de sal.